# جرب خرمن
جرب خرمن (نام علمی: Trombiculidae) نام یک تیره از زیررده کنه‌ها است.
برخی از هیره‌ها مانند جرب خرمن ناقل بیماری‌های مهمی مانند تیفوس بوته‌زار (ناشی از باکتری) و برخی دیگر ناقل بیماریهای ویروسی هستند. علاوه بر آن بسیاری از افراد نسبت به هیره‌ها و گزش آن‌ها حساسند که این موضوع، منجر به واکنش‌ها و حساسیت‌های شدید پوستی در این افراد می‌شود. هیره‌هایی که برای جانداران به ویژه انسان می‌توانند بیماری پوستی ایجاد کنند: ۱. هیره‌های گزنده (چیگر) ۲. هیره‌های مولد گال یا جرب ۳. هیره‌های گرد و غبار ۴. هیره فولیکول مو 